# 한국정보통신자격협회
한국정보통신자격협회(ICQA)는 21세기 정보화시대에 발맞추어 정보통신관련분야의 새로운 자격종목개발 및 제도연구를 통해서 민간 자격 검정제도를 활성화하고, 국내 정보통신 신기술의 인증연구, 국내 자격증의 국제공인화, 국제공인자격 과정 교육 및 시험 시행 등을 목적으로 1989년에 설립되었다. 대한민국 과학기술정보통신부 소관의 사단법인이다. 

## 업무
(사)한국정보통신자격협회는 1989년 11월 사단법인 한국컴퓨터교육연구회로 발족하여 1997년 정보통신부(현 과학기술정보통신부)의 허가를 받고 사단법인 한국컴퓨터자격진흥협회로 이름을 바꾼 뒤 이듬해 현재의 이름으로 다시 개칭되었다. 정보통신 관련분야의 새로운 자격종목을 개발 및 육성하고 제도를 연구하여 민간자격 검정제도 활성화의 일환으로 설립하였다.
주요 사업은 민간자격 검정 시행, 자격취득 장려 및 계몽, 국내외 자격제도 연구 및 정책 건의, 신규 민간자격종목 개발, 취업·전직훈련 및 교육, 자격 유지 및 보수교육, 해외연수 지원, 우수 청소년 발굴 및 육성, 자격증 활용 관련 조사, 연구지 및 관련서적 발간 등이다.
또한, 정보통신분야 종사자의 지속적인 자기 개발과 사기진작을 도모하고 이를 공정하게 평가하고자 민간자격검정 기구로서는 최초로 유일무이하게 ISO 9001인증을 받았으며, 일반인 검정 이외에도 국군의 정보화를 위한 군장병검정, 법무부 산하의 교정기관검정, KT를 비롯한 통신사업자의 사내특별검정 등을 다각도로 시행하고 있다.
구체적으로는 PC정비사 1,2급, 네트워크관리사 2급, 지능형홈관리사, 영상정보관리사 등의 국가공인자격검정시험과 인터넷 보안전문가 1,2급, 지능형로롯, 컴퓨터소양, 유비쿼터스마스터, 모바일로보틱스 등의 민간자격 검정을 시행한다. 연 2회 정보통신 관련 세미나를 개최하고 PC경진대회, 우수 청소년 해외연수 등의 행사를 매년 실시한다.
그 밖에 IT 관련 자격 제도 개선을 비롯한 자격종목 개발, 외국의 자격제도 연구, 자격취득 장려 광고, 홍보물 배포, 정보제공, 교육비 보조 등의 다각적인 활동을 전개하고 있다.

## 주요 사업
- 네트워크관리사 2급 (국가공인 자격)
- PC정비사 1, 2급 (국가공인 자격)
- 지능형홈관리사 (국가공인 자격)
- 영상정보관리사 (국가공인 자격)